# Festival de Cine de la Mujer en China

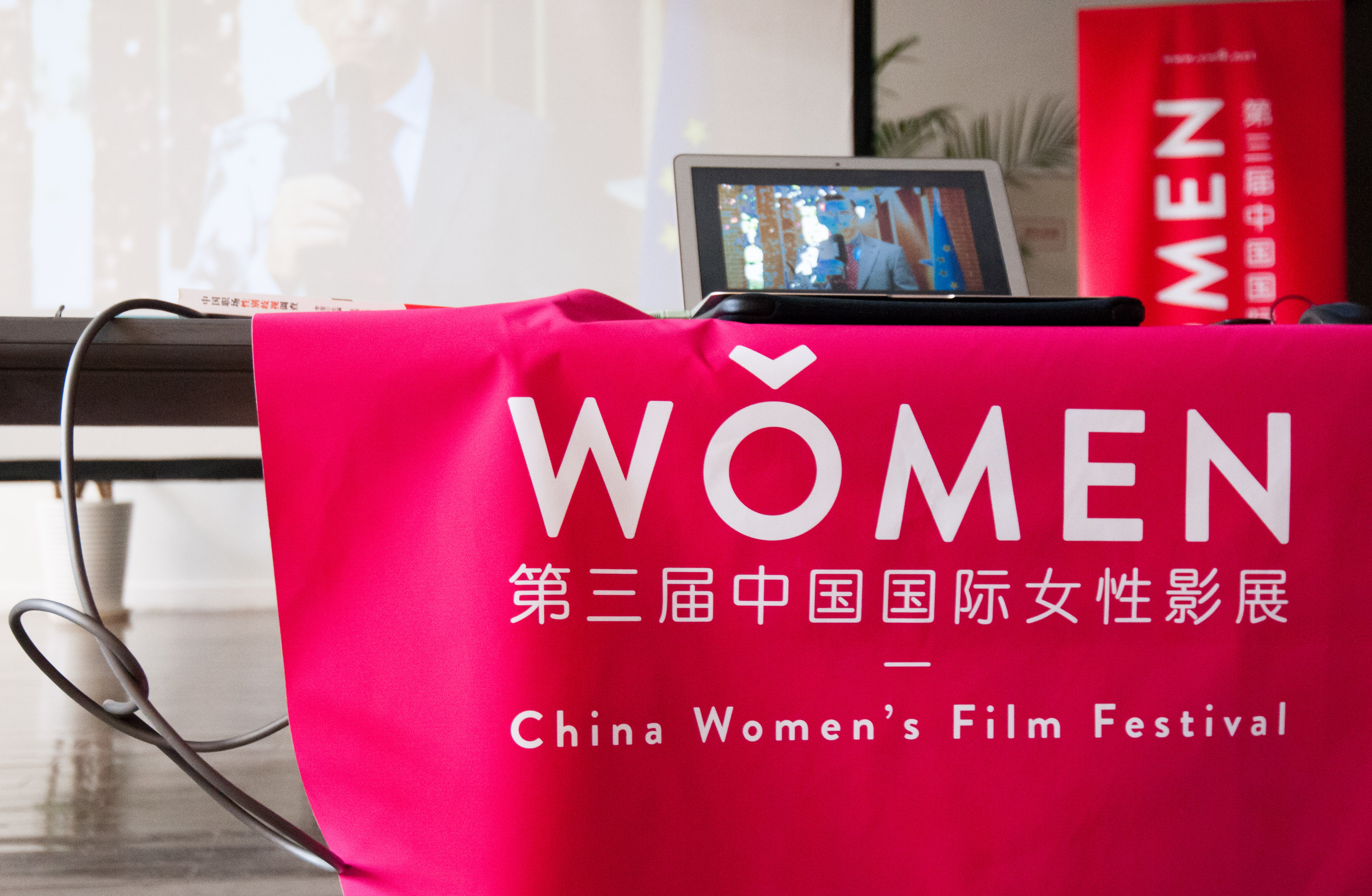
El festival de cine de Mujeres de China

El Festival de Cine de la Mujer de China (CWFF por sus siglas en inglés) es una actividad que se lleva a cabo en China anualmente desde 2013. Su objetivo reside en promover los derechos de la mujer y concienciar a la sociedad sobre la desigualdad de género a través de películas y otras formas de arte. El festival lo organiza el Crossroads Centre Beijing, una ONG local que se encarga de sensibilizar a la sociedad sobre cuestiones relacionadas con los derechos humanos.

## Contexto
El Festival de Cine de la Mujer en China es un evento intercultural educativo que reúne una diversidad de películas dirigidas, en su mayoría, por mujeres de todo el mundo. 
El festival pretende concienciar a la sociedad sobre los problemas a los que se enfrenta la mujer en China a través de la proyección de películas sobre dicho tema, así como fórums y sesiones de preguntas y respuestas donde participan directores de cine, feministas y otros invitados.
El festival dura nueve días, y tiene lugar en Pekín cada septiembre. Comienza en la capital china, y recorre varias ciudades en el país durante varios meses. La iniciativa se centra principalmente en ciudades de segundo y tercer nivel donde, al haber un entorno menos globalizado, se necesita una mayor labor de concienciación y sensibilización. El primer festival tuvo lugar en 2013 a lo largo de 5 ciudades, y fue el primer evento a gran escala centrado en problemas de género en China. Las siguientes ediciones tuvieron incluso más éxito, pues atrajeron una audiencia mayor y continuaron creciendo rápidamente.

## Objetivos
El festival pretende brindar apoyo al papel de la mujer en la sociedad, otorgándole más poder, situando a la mujer en roles de liderazgo visibles y educando a la sociedad sobre la importancia de luchar por conseguir una sociedad igual y diversa. El festival proporciona una voz alternativa, un espacio de debate y un punto de interés para los medios sobre los derechos de la mujer. Al mismo tiempo, proporciona una plataforma para que las directoras de cine compartan sus creaciones y experiencias con la audiencia.
El tour pretende darle la oportunidad de dialogar y asistir a eventos a gente que vive en ciudades donde estas actividades apenas existen.

## Premios
En 2014, el festival obtuvo el segundo premio en el Intercultural Achievement Award, asignado por el ministro Austriaco de Asuntos Exteriores. Dicho premio pretende fomentar el diálogo intercultural con el fin de identificar y honorar a organizaciones sin ánimo de lucro y proyectos pioneros en materias de educación, participación y negocios.

## Colaboradores
El Festival de la Mujer en China cuenta con varios partners y patrocinadores. Desde su primera edición, el festival ha contado con el apoyo de ONU Mujeres Mujeres y su campaña HeforShe, así como Embajadas en Pekín, festivales de cine nacionales e internacionales, centros culturales, teatros, universidades, cafeterías y librerías